# Vincenzo Camporini
Vincenzo Camporini (Como, 21 giugno 1946) è un generale italiano dell'Aeronautica Militare, ex capo di stato maggiore dell'Aeronautica Militare e della difesa.

## Biografia

### Carriera militare
Arruolatosi in Aeronautica nel 1965, frequenta fino al 1969 l'Accademia Aeronautica con il corso Drago III, laureandosi in scienze aeronautiche presso l'Università degli Studi di Napoli "Federico II". Ufficiale pilota su velivolo F-104G presso il 3º Stormo di Verona-Villafranca. Promosso colonnello nel 1985, nel 1988 ha assunto il comando del Reparto Sperimentale Volo di Pratica di Mare. Generale di brigata aerea nel 1993, è Capo Reparto “Piani, Operazioni e Addestramento” dello stato maggiore aeronautica.
Dall'aprile 1996 ha assunto l'incarico di ispettore dell'Aviazione per la Marina e dal novembre 1997, già promosso generale di divisione aerea, è stato ispettore per la sicurezza del volo dell'A.M. fino al novembre 1998. Quindi è allo stato maggiore della difesa come Capo Reparto “Politica e Pianificazione Militare”.
Diviene Sottocapo di stato maggiore della difesa dall'aprile 2001 al febbraio 2004, a marzo dello stesso anno assume l'incarico di presidente del Centro alti studi per la difesa (CASD).
Nel 2004 si è anche laureato in scienze internazionali e diplomatiche all'Università degli Studi di Trieste.
Dal 20 settembre 2006 fino al 30 gennaio 2008 è stato capo di stato maggiore dell'Aeronautica Militare.
Ha ricoperto dal 12 febbraio 2008 l'incarico di capo di stato maggiore della difesa, sostituito il 17 gennaio 2011 dal generale Biagio Abrate. Quindi, fino al novembre 2011 è stato consulente del ministro degli affari esteri Franco Frattini.

### Carriera politica
È membro dell'Istituto Affari Internazionali (IAI) e della Fondazione Italia USA.
In occasione delle elezioni politiche del 2018, Camporini si candida al Senato in quota +Europa nel collegio uninominale di Como, ma viene sconfitto dalla candidata del centro-destra Erica Rivolta, non venendo quindi eletto.
Nel novembre 2019 è tra i membri del comitato promotore di Azione, partito politico liberalsocialista guidato da Carlo Calenda.
Nel maggio del 2024, in occasione delle elezioni europee, viene candidato da Azione nella Circoscrizione Italia centrale.
Con oltre 6.000 preferenze si piazza quarto e non è eletto poiché la lista non supera lo sbarramento.

## Onorificenze
Membro della Royal Aeronautical Society, il generale Camporini è stato inoltre decorato con il distintivo di ferito in servizio e con il Paul Tissandier Diploma, rilasciato dalla Fédération Aéronautique Internationale.